# Złota reguła Fermiego
Złota reguła Fermiego – reguła określająca średnią częstość przejść pomiędzy dwoma stanami kwantowymi układu występujących pod wpływem zaburzenia okresowego. Sformułowana przez Enrica Fermiego.
Jeśli hamiltonian układu dany jest wzorem
{\displaystyle {\hat {H}}={\hat {H}}^{0}+{\hat {H}}^{1}\mathrm {e} ^{-\mathrm {i} \omega t},}
gdzie:
{\displaystyle {\hat {H}}^{0}} – hamiltonian układu niezaburzonego,
{\displaystyle {\hat {H}}^{1}} – amplituda zaburzenia,
{\displaystyle \omega } – częstość zaburzenia.
To średnia częstość przejść ze stanu {\displaystyle i} do stanu {\displaystyle f} dana jest wzorem
{\displaystyle R_{i\to f}={\frac {2\pi }{\hbar }}|\langle f^{0}|{\hat {H}}^{1}|i^{0}\rangle |^{2}\delta \left(E_{f}^{0}-E_{i}^{0}-\hbar \omega \right),}
gdzie:
{\displaystyle |i^{0}\rangle ,} {\displaystyle |f^{0}\rangle } – stany własne operatora {\displaystyle {\hat {H}}^{0},}
{\displaystyle E_{i}^{0},} {\displaystyle E_{f}^{0}} – wartości własne operatora {\displaystyle {\hat {H}}^{0},}
{\displaystyle \delta } – delta Diraca.